# Blood Sugar Sex Magik
| 전문가 평가                   | 전문가 평가 |
| 평가 점수                     | 평가 점수   |
| 출처                          | 점수        |
| ----------------------------- | ----------- |
| AllMusic                      | [ 4 ]       |
| Encyclopedia of Popular Music | [ 5 ]       |
| Entertainment Weekly          | B−          |
| Los Angeles Times             | [ 7 ]       |
| Mojo                          | [ 8 ]       |
| Pitchfork                     | 7.1/10      |
| Q                             | [ 10 ]      |
| Rolling Stone                 | [ 11 ]      |
| Select                        | 4/5         |
| Spin Alternative Record Guide | 8/10        |

《Blood Sugar Sex Magik》은 미국의 록 밴드 레드 핫 칠리 페퍼스의 다섯 번째 스튜디오 음반으로, 워너 브라더스 레코드가 1991년 9월 24일에 발매했다. 릭 루빈이 프로듀싱한 이 곡의 음악 스타일은 밴드의 이전 음반인 《Mother's Milk》 (1989년)에 사용된 기법과는 확연히 달랐으며 헤비 메탈 기타 리프의 사용을 최소화했다. 이 음반의 주제에는 성적 관념과 마약과 죽음에 대한 언급, 그리고 욕정과 활기에 대한 주제들이 포함되어 있다.
《Blood Sugar Sex Magik》은 미국 빌보드 200에서 3위를 정점으로 히트 싱글 〈Under the Bridge〉, 〈Give It Away〉, 〈Suck My Kiss〉, 〈Breaking the Girl〉, 〈If You Have to As〉를 프로듀싱을 했다. 이 음반은 레드 핫 칠리 페퍼스를 세계적인 인기와 비판적인 찬사로 이끌었다. 비록 기타리스트 존 프루시안테가 1992년(1998년 복귀) 밴드의 새롭게 발견된 슈퍼스타덤에 대처하지 못해 밴드 중간 투어를 그만뒀지만 말이다. 이 음반은 1990년대 초 얼터너티브 록 폭발의 영향력 있고 중요한 구성 요소로 인정받고 있으며 올뮤직의 스티브 휴이는 이 음반을 "아마도 칠리 페퍼스가 만들어낼 최고의 음반"이라고 칭했다.

## 배경
이 밴드의 이전 음반인 1989년 《Mother's Milk》는 빌보드 200에 진입한 두 번째 음반이 되었으며, 이 음반은 52위에 그 당시 그들의 생애에서 가장 큰 음반이었다. 비록 음반은 다소 성공적이었지만, 제작은 프로듀서 마이클 베인혼에 의해 짓눌렸다. 그는 프루시안테에게 전체적으로 더 무거운 음색으로 연주하도록 설득했고, 앤서니 키디스에게 더 라디오가 가능한 가사를 쓰라고 지시하여 밴드가 창작적으로 제약을 느끼게 했다.
EMI와 밴드의 계약이 끝나면서 그들은 또 다른 음반사를 찾기 시작했다. 이 그룹은 소니 BMG/에픽과 함께 EMI로부터 마지막 음반을 구입한다는 단서로 함께 가기로 합의했다. 레이블은 며칠밖에 걸리지 않을 것이라고 약속했지만, 그 과정은 수개월로 연장되었다. 비록 소니/에픽과 거래가 이루어졌지만, 워너 브라더스 레코드의 모 오스틴은 키디스에게 전화를 걸어 성공적인 계약을 축하했고, 라이벌 음반사를 칭찬했다. 키디스는 당시 상황을 회상하며 "우리가 이 모든 협상 중에 만났던 가장 멋지고, 가장 실제적인 인물은 제가 경쟁 회사에 훌륭한 기록을 세우도록 격려하기 위해 방금 개인적으로 전화를 했습니다. 그런 사람이면 내가 일하고 싶은 사람이었어요." 이 그룹은 이 아이디어를 추구했고, 결국 워너 브라더스와의 계약에 찬성하여 소니와의 계약을 포기했다. 오스틴은 EMI의 옛 친구에게 전화를 걸었는데, EMI는 즉시 레이블 이전을 허락했다.

## 곡 목록
모든 곡들은 특별한 언급이 없는 한 레드 핫 칠리 페퍼스에 의해 작사/작곡하였다.
| #   | 제목                             | 작사·작곡   | 재생 시간 |
| --- | -------------------------------- | ----------- | --------- |
| 1.  | 〈The Power of Equality〉        |             | 4:03      |
| 2.  | 〈If You Have to Ask〉           |             | 3:37      |
| 3.  | 〈Breaking the Girl〉            |             | 4:55      |
| 4.  | 〈Funky Monks〉                  |             | 5:23      |
| 5.  | 〈Suck My Kiss〉                 |             | 3:37      |
| 6.  | 〈I Could Have Lied〉            |             | 4:04      |
| 7.  | 〈Mellowship Slinky in B Major〉 |             | 4:00      |
| 8.  | 〈The Righteous & the Wicked〉   |             | 4:08      |
| 9.  | 〈Give It Away〉                 |             | 4:43      |
| 10. | 〈Blood Sugar Sex Magik〉        |             | 4:31      |
| 11. | 〈Under the Bridge〉             |             | 4:24      |
| 12. | 〈Naked in the Rain〉            |             | 4:26      |
| 13. | 〈Apache Rose Peacock〉          |             | 4:42      |
| 14. | 〈The Greeting Song〉            |             | 3:13      |
| 15. | 〈My Lovely Man〉                |             | 4:39      |
| 16. | 〈Sir Psycho Sexy〉              |             | 8:17      |
| 17. | 〈They're Red Hot〉              | 로버트 존슨 | 1:00      |

## 인증
| 국가                                                  | 인증        | 판매량/출하량 |
| ----------------------------------------------------- | ----------- | ------------- |
| 아르헨티나 (CAPIF)                                    | 플래티넘    | 60,000^       |
| 오스트레일리아 (ARIA)                                 | 6× 플래티넘 | 420,000^      |
| 오스트리아 (IFPI 오스트리아)                          | 골드        | 25,000*       |
| 캐나다 (뮤직 캐나다)                                  | 4× 플래티넘 | 400,000^      |
| 프랑스 (SNEP)                                         | 2× 골드     | 200,000*      |
| 독일 (BVMI)                                           | 플래티넘    | 500,000^      |
| 이탈리아 (FIMI)                                       | 골드        | 25,000*       |
| 네덜란드 (NVPI)                                       | 플래티넘    | 100,000^      |
| 뉴질랜드 (RMNZ)                                       | 플래티넘    | 15,000^       |
| 노르웨이 (IFPI 노르웨이)                              | 플래티넘    | 50,000*       |
| 폴란드 (ZPAV)                                         | 골드        | 50,000*       |
| 스페인 (PROMUSICAE)                                   | 2× 플래티넘 | 200,000^      |
| 스웨덴 (GLF)                                          | 플래티넘    | 100,000^      |
| 영국 (BPI)                                            | 3× 플래티넘 | 900,000^      |
| 미국 (RIAA)                                           | 7× 플래티넘 | 7,000,000^    |
| *판매량을 기반으로 한 인증 ^출하량을 기반으로 한 인증 |             |               |